# A Public Affair (singolo)
A Public Affair è un singolo della cantante statunitense Jessica Simpson, pubblicato nel 2006 ed estratto dall'album omonimo.
Il brano contiene interpolazioni tratte da Ain't No Mountain High Enough nella versione di Diana Ross e da Holiday di Madonna.

## Tracce
- CD

1. A Public Affair (radio edit)
2. A Public Affair (extended version)
3. A Public Affair (instrumental version)
4. A Public Affair (remix)
5. A Public Affair (video)

## Video
Il videoclip della canzone è stato diretto da Brett Ratner e vede la partecipazione di Christina Applegate, Christina Milian, Eva Longoria, Maria Menounos, Andy Dick e Ryan Seacrest.